# Wierzbica (Chełm)
Pour les articles homonymes, voir Wierzbica.
Wierzbica (prononciation : [ɕɛˈdliʂt͡ʂɛ]) est un village polonais de la gmina de Wierzbica dans le powiat de Chełm de la voïvodie de Lublin dans l'est de la Pologne.
Le village est le siège administratif (chef-lieu) de la gmina appelée gmina de Wierzbica .
Il se situe à environ 17 kilomètres au nord-ouest de Chełm (siège du powiat) et 53 kilomètres à l'est de Lublin (capitale de la voïvodie).
Le village comptait approximativement une population de 310 habitants en 2008.

## Histoire
De 1975 à 1998, le village est attaché administrativement à la voïvodie de Chełm.

Depuis 1999, il fait partie de la voïvodie de Lublin.